# District municipal d'Asunafo nord
Asunafo-Nord (Asunafo North Municipal District, en anglais) est un district municipal de la région de Brong Ahafo au Ghana.

## Histoire
Le district colonial d'Asuafo est créé en 1912. Il a été créé par scission du district d’Asunafo, qui donna, par la même, naissance au district d’Asunafo-Sud.

## Collectivités locales
| * Goaso |